# Kardinalska imenovanja pape Pija V.
Papa Pio V. za vrijeme svoga pontifikata (1566. – 1572.) održao je 3 konzistorija na kojima je imenovao ukupno 21 kardinala.

## Konzistorij 6. ožujka 1566. (I.)
1. Michele Bonelli, O.P., pranećak Njegove Svetosti

## Konzistorij 24. ožujka 1568. (II.)
1. Diego Espinosa Arévalo, biskup Sigüenze, Španjolska, predsjednik Kraljevskoga vijeća kralja Filipa II.
2. Jérôme Souchier, O.Cist., opat Clairvauxa i Cîteauxa, generalni superior svoga reda
3. Gianpaolo Della Chiesa, referent Tribunala Apostolske signature pravde
4. Antonio Carafa, apostolski protonotar, kanonik Patrijarhalne Vatikanske bazilike

## Konzistorij 17. svibnja 1570. (III.)
1. Marcantonio Maffei, kijetijski nadbiskup, bilježnik Njegove Svetosti
2. Gaspar Cervantes de Gcte, taragonski nadbiskup, Španjolska
3. Giulio Antonio Santorio, santaseverinski nadbiskup
4. Pierdonato Cesi, stariji, bivši narnijski administrator, klerik Apostolske komore
5. Carlo Grassi, bishop of Montefiascone, klerik Apostolske komore, rimski guverner i vice-kamerlengo Svete Rimske Crkve
6. Charles d'Angennes de Rambouillet, manski biskup, francuski veleposlanik
7. Felice Peretti Montalto, O.F.M.Conv., biskup u Sant'Agata dei Goti[a]
8. Giovanni Aldobrandini, imolski biskup
9. Girolamo Rusticucci, osobni tajnik Njegove Svetosti, apostolski protonotar
10. Giulio Acquaviva d'Aragona, referent Sudišta Apostolske signature pravde i milosti
11. Gaspar de Zúniga y Avellaneda, seviljski nadbiskup, Španjolska
12. Nicolas de Pellevé, senski nadbiskup, Francuska
13. Archangelo de' Bianchi, O.P., teanski biskup
14. Paolo Burali d'Arezzo, Theat., biskup Piacenze[b]
15. Vincenzo Giustiniani, O.P., učitelj svoga Reda
16. Gian Girolamo Albani, apostolski protonotar, guverner u Markama